# Jussanrivier
Jussanrivier  (Zweeds–Fins: Jussanjoki) is een rivier, die stroomt in de Zweedse  gemeente Kiruna. De rivier verzorgt de afwatering van het moerasgebied rondom het Jussanmeer. De rivier kronkelt hevig door een gebied vol met moerassen en meren. Na 20.190 meter stroomt ze in de Kelorivier.
Afwatering: Jussanrivier → Kelorivier → Muonio → Torne → Botnische Golf